# Marburg
Marburg (česky též Marburk) je město v Hesensku na západě Německa, sídlo okresu Marburg-Biedenkopf a přirozené centrum středního Hesenska. Městem protéká řeka Lahn. Městská práva má od 12. století. Žije zde necelých 80 000 obyvatel.
Město získalo pochybnou slávu kvůli inkvizitoru Konrádovi z Marburku, organizátorovi čarodějnických procesů v 1. polovině 13. století a později rovněž tím, že po něm byl pojmenován virus Marburg, jeden z nejnebezpečnějších filovirů. K prvnímu potvrzenému nakažení člověka totiž došlo právě v tomto městě, když se zaměstnanci tamní laboratoře nakazili od opic dovezených z Ugandy.

## Univerzita
Marburg je jedním z tradičních německých univerzitních měst: Filipova univerzita v Marburgu byla založena roku 1527 a v současnosti má průměrně 17 500 studentů, kteří tak mají velmi výrazný podíl na obyvatelstvu města. Působilo zde mnoho slavných učenců, např. Giordano Bruno, Michail Lomonosov či Martin Heidegger. Na konci 19. století byla „marburská škola“ jednou z větví novokantovství.

## Osobnosti města
- Alžběta Durynská (1207–1231), uherská princezna a durynská vévodkyně, světice
- Filip I. Hesenský (1504–1567), lankrabě hesenský, jeden z vůdců reformačního tábora
- Rudolph Goclenius (1547–1628), filozof
- Georg Ludwig Carius (1829–1875), chemik
- Paul Natorp (1854–1924), filozof a pedagog
- Emil Adolf von Behring (1854–1917), lékař a bakteriolog, spoluzakladatel imunologie a sérologie
- Hans-Georg Gadamer (1900–2002), filozof a fenomenolog
- Oskar Werner (1922–1984), rakouský filmový a divadelní herec, recitátor a režisér
- Dieter Henrich (1927–2022), filozof

## Partnerská města
- Eisenach, Durynsko, Německo, 1988
- Maribor, Slovinsko, 1969
- Northampton, Spojené království, 1992
- Poitiers, Francie, 1961
- Sfax, Tunisko, 1971
- Sibiu, Rumunsko, 2005